# Marvin Rainwater
Marvin Karlton Rainwater (Wichita, Kansas, 2 de julio de 1925 - Aitkin, Minnesota, 17 de septiembre de 2013) más conocido como Marvin Rainwater,  fue un cantante y compositor estadounidense de música country y rockabilly que tuvo varios éxitos durante la década de los años 50, entre los que destaca "Gonna Find Me a Bluebird" y "Whole Lotta Woman". 
Se le reconocía por vestir ropa nativa americana en sus conciertos, ya que era de ascendencia un 25% cheroqui.
Pertenece al Salón de la Fama del Rockabilly.

## Discografía

### Singles
| Año  | Single                                      | Posición   | Posición | Posición |
| Año  | Single                                      | US Country | US       | UK       |
| ---- | ------------------------------------------- | ---------- | -------- | -------- |
| 1957 | "Gonna Find Me a Bluebird"                  | 3          | 18       | —        |
| 1957 | "So You Think You've Got Troubles"          | flip       | —        | —        |
| 1957 | "The Majesty of Love" (with Connie Francis) | —          | 93       | —        |
| 1958 | "Whole Lotta Woman"                         | 15         | 60       | 1        |
| 1958 | "I Dig You Baby"                            | —          | —        | 19       |
| 1958 | "Nothin' Needs Nothin' (Like I Need You)"   | 11         | —        | —        |
| 1959 | "Half-Breed"                                | 16         | 66       | —        |

### Álbumes
- 1957 Songs By Marvin Rainwater (MGM E3534)
- 1958 Sings With A Heart - With A Beat (MGM E3721) (1985:Bear Family BFX 15132)
- 1960 Sing for You (Audio Lab)
- 1962 Gonna Find Me A Bluebird (MGM E4046)
- 1963 Marvin Rainwater (Crown CST307)
- 1985 Rockin' Rollin'    (Bear Family BFX15079) (MGM Whole Lotta Woman)
- 1970 Country's Favorite Singer (Mount Vernon MVM146)
- 1972 Gets Country Fever (Philips)[2]